# Санта Венеранда (Анкона)
Санта Венеранда (итал. Santa Veneranda) насеље је у Италији у округу Анкона, региону Марке.
Према процени из 2011. у насељу је живело 17 становника. Насеље се налази на надморској висини од 105 м.